# Liberalismus v Evropě
Liberalismus v Evropě („Evropský liberalismus“) je politická ideologie, která podporuje širokou míru tradičních osobních svobod a ústavně omezenou a demokraticky odpovědnou vládu. To také zahrnuje přesvědčení, že vláda by měla pomáhat snižování chudoby a vypořádávat se s dalšími sociálními problémy, to však ale nikoli pomocí radikálních změn struktury společnosti. Příznivci klasického liberalismu jsou zastoupeni především v centristických politických stranách a hnutích. Příznivci ostatních forem liberalismu se však sdružují na obou stranách politického spektra.
Evropští liberálové nacházející se v pravém středu politického spektra upřednostňují omezený zásah vlád do ekonomiky. Většina z nich jsou také příznivci konzervativního liberalismu či liberálního konzervatismu.
Středo-levicoví evropští liberálové jsou zastoupeni hlavně v sociálně demokratických stranách, kteří jsou také většinou zároveň příznivci třetí cesty, liberálního socialismu nebo sociálního liberalismu. Mohou se dále dělit podle jejich přístupu k regulaci ekonomiky.
Evropský liberalismus bývá někdy označován jako jakýsi oponent amerického liberalismu. Evropský liberalismus je však obecný název pro liberalismus praktikovaný politickými stranami v Evropě s mnoha různými variacemi, zatímco americký liberalismus má blízko k evropské sociální demokracii či sociálnímu liberalismu. Americký liberalismus je také jedna z hlavních ideologií Demokratické strany.
Evropský liberalismus bývá také používán jako označení pro evropské politické strany, které jsou proevropské a prosazují nějaké formy liberalismu. Jsou to tedy hlavně středo-pravicová Evropská lidová strana, středo-levicová Strana evropských socialistů a centristická Aliance liberálů a demokratů pro Evropu.